# 16e corps d'armée (Empire allemand)
Pour les articles homonymes, voir 16e corps d'armée.
Le 16e corps d'armée, (en allemand : XVI. Armeekorps) est une formation majeure de l'armée impériale allemande. Le XVI. Armee-Korps avait son siège à Metz, première place forte d'Alsace-Lorraine.

## Historique duXVIecorps
Jusqu'en 1890, les unités militaires de Metz et de la Moselle étaient rattachées au 15e corps d'armée de Strasbourg. En 1890, Metz étant devenue la première place forte du Reich, il fut décidé de créer un XVIe corps d'armée pour coiffer les formations stationnées en Lorraine, avec pour siège Metz. En 1893, l’empereur Guillaume II, qui venait régulièrement à Metz pour inspecter les travaux d'urbanisme et de fortification, déclara « Metz et son corps d’armée constituent une pierre angulaire dans la puissance militaire de l’Allemagne, destinée à protéger la paix de l’Allemagne, voire de toute l’Europe, paix que j'ai la ferme volonté de sauvegarder » Dix ans plus tard, l'empereur décida de construire une résidence de fonction pour le commandant du XVIe corps. Cette Kommandantur est aujourd'hui le palais du Gouverneur. Les bâtiments de l'intendance, ou Intendantur, furent construits peu après.

## Organisation duXVIecorps
Le commandement de ce corps d'armée relevait d'un Generalkommando, état-major de corps d'armée placé sous la direction d'un Kommandierender General, un commandant général. Le "commandant général" avait normalement le grade d'un général de corps d'armée, General der Infanterie ou General der Kavallerie. Au cours de la Première Guerre mondiale, ce poste fut confié à des généraux moins étoilés. Le Generalkommando gérait différents services, notamment une Intendantur, le service de l'intendance, un Sanitätsamt, le service de santé, un Korps-Roßarzt, le service vétérinaire, un Oberkriegsgericht, le service juridique et judiciaire et un Militäroberpfarrer, le service du culte.
Le XVIe corps d'armée de Metz était à l'origine subordonné à la V. Armee-Inspektion, la 5e armée impériale. Le 2 septembre 1912, il fut rattaché à la VII. Armee-Inspektion, la 7e armée impériale, qui comptait également le XVIIe corps d'armée basé à Francfort-sur-le-Main et le XXIe corps basé à Sarrebruck.

## Composition duXVIecorps

### 1914
- 33e division d'infanterie à Metz[4]
- 34e division d'infanterie à Metz
- Maschinengewehr-Abteilung (de) Nr. 6 à Metz
- Festungs-Maschinengewehr-Abteilung Nr. 11 à Thionville
- Festungs-Maschinengewehr-Abteilung Nr. 12 à Metz
- Festungs-Maschinengewehr-Abteilung Nr. 13 à Metz
- Festungs-Maschinengewehr-Abteilung Nr. 14 à Metz
- Festungs-Maschinengewehr-Abteilung Nr. 15 à Metz
- 8e régiment d'artillerie à pied rhénan à Metz
- 16e régiment d'artillerie à pied à Thionville et Müllheim en grand-duché de Bade.
- 12e régiment d'artillerie de campagne à Metz
- Kommando der Pioniere XVI. Armee-Korps
  - 1. Lothringisches Pionier-Bataillon Nr. 16 à Metz
  - 2. Lothringisches Pionier-Bataillon Nr. 20 à Metz
- 16e bataillon de train (de)

faisant partie du 2e corps d'armée royal bavarois:
- 2e régiment d'artillerie à pied royal bavarois à Metz

## Commandants successifs
| grade                  | Nom                      | Date,                                  |
| ---------------------- | ------------------------ | -------------------------------------- |
| General der Kavallerie | Gottlieb von Haeseler    | 24 mars 1890 jusqu'au 17 mai 1903      |
| General der Infanterie | Louis Stoetzer           | 18 mai 1903 jusqu'au 23 avril 1906     |
| General der Infanterie | Maximilian von Prittwitz | 24 avril 1906 jusqu'au 28 février 1913 |
| General der Infanterie | Bruno von Mudra          | 1. März 1913 jusqu'au 28 octobre 1916  |
| Generalleutnant        | Adolf Wild von Hohenborn | 29 octobre 1916 jusqu'au 2 avril 1919  |
| Generalleutnant        | Theodor Teetzmann        | 3 avril jusqu'au 30 septembre 1919     |

## Chefs d'état-major
| Nom                                    | Date                                  |
| -------------------------------------- | ------------------------------------- |
| Bruno Jonas                            | 1er octobre 1890 au 20 février 1891   |
| Heinrich von Twardowski                | 21 février 1891 au 17 août 1894       |
| Ernst von Hoiningen                    | 18 août 1894 au 9 septembre 1897      |
| Friedrich von Bernhardi                | 10 septembre 1897 au 19 juillet 1898  |
| Karl von Oppeln-Bronikowski            | 20 juillet 1898 au 17 avril 1901      |
| Erich Tülff von Tschepe und Weidenbach | 18 avril 1901 au 3 février 1904       |
| Richard Gayer                          | 4 février 1904 au 21 mars 1907        |
| Erich von Falkenhayn                   | 22 mars 1907 au 27 janvier 1911       |
| Rudolf von Borries (de)                | 28 janvier 1911 au 31 mars 1915       |
| Friedrich von Esebeck                  | 1er avril 1915 au 27 décembre 1916    |
| Max van den Bergh                      | 28 décembre 1916 au 30 septembre 1918 |
| Friedrich Becker                       | 1er octobre 1918 au 30 septembre 1919 |